# Kyivstoner
Kyivstoner, pseudonimo di Al'bert Viktorovyč Vasyl'jev (in ucraino Альбе́рт Вікторович Васильєв?; Kiev, 31 dicembre 1991), è un rapper e attore ucraino.

## Biografia
Il suo vero nome è Albert. Lo pseudonimo Kyivstoner può essere tradotto come "Kyiv Torchok" (dall'inglese Kyiv - Kiev e Stoner - Torchok). Fino all'età di diciannove anni ha vissuto a Kiev nel massiccio Raduzhny.
Durante i suoi studi, ha iniziato a girare piccoli video umoristici nello stile di "vite". Ha aperto il suo canale YouTube "Budget Guy Ritchie", dove ha pubblicato sketch e monologhi, dove lui stesso ha interpretato tutti i ruoli. Brevi video contenevano trame assurde costruite intorno a situazioni quotidiane per qualsiasi residente della città, ed erano anche pieni di parolacce.
Dopo aver vissuto negli Stati Uniti per cinque anni e mezzo è tornato in Ucraina ed è entrato a far parte del progetto Funghi. Come parte dei "Funghi" Kyivstoner ha creato schizzi brandizzati che facevano parte delle clip della band e sono diventati uno dei "chip" del progetto e hanno anche lavorato con il pubblico durante le esibizioni dal vivo.
Nonostante l'enorme popolarità di "Funghi", che è diventata una delle principali scoperte del 2016, nel febbraio 2017, Kyivstoner ha lasciato il gruppo e ha annunciato l'inizio di una carriera solista. Secondo l'artista, la ragione principale per andarsene è stato il deterioramento dell'atmosfera all'interno del progetto Kyivstoner: "Ho lasciato Mushroom perché quando ho firmato per questa squadra, avevamo dei piani da creare. Dopo un po', ho capito che non vogliono creare in questo progetto, vogliono contare in questo progetto" Il nuovo progetto di Albert si chiama "The Unknown". A gennaio è stata pubblicata la traccia solista "I don't mind", poi un'altra e a marzo è stato pubblicato il disco di debutto "Hypoholic" Oltre a lui, il beatmaker di Kiev Hustla Beats prende parte alla registrazione dell'album.
In occasione del principale torneo di eSport The Kiev Major, tenutosi a Kiev nell'aprile 2017, Kyivstoner è diventato un corrispondente speciale dell'organizzazione ucraina di eSport Natus Vincere
Al momento, ha pubblicato tre album di musica indipendente "Hypagolik", "Hypaholic 2" e "Banger" con i quali è attivamente in tour sia in Ucraina che all'estero.
Il 3 febbraio 2020, Kyivstoner ha pubblicato il singolo "I Continue". La canzone ha un suono e un tema atipici per un rapper. In esso, canta di relazioni a distanza. Il beat per il brano è stato scritto da Tee Jay.
Il 6 maggio 2020, l'artista rap ucraina Alyona Alyona ha presentato una collaborazione con Kyivstoner – "Ryatuvalny Circle" (Lifebuoy), in cui l'artista ha letto in ucraino.
L'8 ottobre 2020 è stato rilasciato il video del progetto Gorilla Zippo "Nobody Home", a cui ha preso parte Kyivstoner. Nella storia, Albert, scappando da due agenti dell'FBI (interpretati dai suoi amici Helmet Grga e Vanya Jeweler), salta fuori dalla finestra di casa sua. Anche nel video si possono vedere le danze firmate Kyivstoner. 
Il 22 gennaio 2021 ha pubblicato l'EP "Athletics". Include 5 tracce registrate in un suono dance sperimentale.
Il 12 marzo 2021, ha pubblicato un fit con Juicy J "ICE".
Il 1 aprile 2021, il film "Major Grom - Il medico della peste " è stato rilasciato in Russia, dove Albert ha interpretato uno dei ruoli chiave.

## Discografia

### Album
- 2017 — "Hypeaholic (con Hustla Beats)"
- 2017 — Hypeaholic 2 (con Hustla Beats)
- 2018 — «Banger»
- 2019 — «F. O. B (EP)»
- 2020 — "FIERCE POP"
- 2021 — Atletica leggera
- 2022 — «Outta Pocket»

### Coinvolgimento
- 2018 – Threesome – "TURBO" (album degli Sqwoz Bab)
- 2018 — On the Story — "111111" (album di Bumble Beezy)
- 2019 — Do As I Am — "Night" (album Ikonaa)
- 2019 — Trap Camp — "Triple Kid" (album Instasamk)
- 2019 – I Got Da Vibe – "Coming Out" (album di Jah Khalib)
- 2020 — Spot Behind the Spot — "The Gift of Speech" (album Snek)
- 2020 – Nobody Home – "Vol 1" (album dei Gorilla Zippo)
- 2020 — Kyivstyle — "Kyivstyle" (album Mozgi)
- 2020 — Intro — "BORN TO TRAP" (album Kizaru)
- 2020 – On the Courts (singolo di OG Buda e 163onmyneck)
- 2021 — Che ne sai? - "GROW GUIDE" (album dei 163onmyneck)
- 2021 – Kid Cudi – "ONION" (album di Scally Milano)
- 2021 — Bazaruziro (singolo di ZAPRAVKA)
- 2022 – SHOPLIFTER – «NO OFFENCE» (ALBUM DEI 163ONMYNECK)
- 2022 – TWO – "Really Rich" (album di Scally Milano)

## Filmografia
- Major Grom - Il medico della peste (in ucraino Майор Гром: Чумной Доктор?), regia di Oleg Trofim (2021)